# Пол Парк
Пол Клейборн Парк (англ. Paul Claiborne Park; нар. 1 жовтня 1954, Норт-Адамс, Массачусетс) — американський письменник-фантаст та автор фентезі. Читає курс науково-фантастичної літератури у Коледжі Вільямса.

## Біографія
Пол Клейборн Парк народився 1 жовтня 1954 року в Норт-Адамсі, штат Массачусетс. Він вчився в Гемпширському коледжі в Амгерсті та працював у Нью-Йорку на різних роботах помічником членів міської ради, будівником, менеджером оздоровчого клубу та в рекламній агенції, у той час, коли він працював над художньою літературою.

## Кар'єра
Пол Парк з'явився на сцені американської наукової фантастики в 1987 році та швидко зарекомендував себе як письменник часто похмурої літературної наукової фантастики.
Перша робота Парка була трилогія «Зоряного моста», дія якої розгортається у світі, де сезони тривають кілька поколінь, що нагадує трилогію Браяна Олдіса «Гелліконія». Його романи, що отримали визнання в майбутньому, були про чужі світи («Колестія»), про релігію («Три Мері»), про теософію («Євангеліє від Коракса»), про магічні світи (трилогія «Принцеса Руманії») та інші теми.
Публікував твори в Omni Magazine, Interzone та в інших часописах. 2010 року його оповідання «Постійність пам'яті або Простір на продаж» було номіновано на премію Всесвітня премія фентезі, а його новела «Примари танцюють помаранчевий танок» була номінована на премію «Неб'юла».

## Нагороди
- Всесвітня премія фентезі 2010. «Постійність пам'яті або Простір на продаж» (англ. The Persistence of Memory, or This Space for Sale) — номінація[3];
- Премія «Неб'юла» 2010. «Примари танцюють помаранчевий танок» (англ. Ghosts doing the Orange Dance) — номінація[4].

### Романи
- Хроніки Зоряного моста (англ. The Starbridge Chronicles):
  - «Солдати Раю» (англ. Soldiers of Paradise). Нью-Йорк: Arbor House, 1987. ISBN 0-87795-861-0;
  - «Цукровий дощ» (англ. Sugar Rain). Нью-Йорк: Morrow, 1989. ISBN 1-55710-029-2;
  - «Культ доброти» (англ. The Cult of Loving Kindness). Нью-Йорк: Morrow, 1991. ISBN 0-688-10574-2.
- «Колестія» (англ. Coelestis). Лондон: HarperCollins, 1993. ISBN 0-00-224175-7.
- «Євангеліє від Коракса» (англ. The Gospel of Corax). Нью-Йорк: Soho Press, 1996. ISBN 1-56947-061-8.
- «Три Мері» (англ. Three Marys). Кентон, Огайо: Cosmos Books, 2003. ISBN 1-58715-519-2.
- Принцеса Руманії (англ. A Princess of Roumania):
  - «Принцеса Руманії» (англ. A Princess of Roumania). Нью-Йорк: Tor, 2005. ISBN 0-7653-1096-1;
  - «Турмалін» (англ. The Tourmaline). Нью-Йорк: Tor, 2006. ISBN 0-7653-1441-X;
  - «Білий Тигр» (англ. The White Tyger). Нью-Йорк: Tor, 2007. ISBN 0-7653-1529-7;
  - «Прихований світ» (англ. The Hidden World). Нью-Йорк: Tor, 2008. ISBN 0-7653-1668-4.
- «Сарифальська троянда» (англ. The Rose of Sarifal). Wizards of the Coast, Forgotten Realms, 2012. ISBN 0-78693026-8.
- «Усі ті зниклі двигуни» (англ. All Those Vanished Engines). Нью-Йорк: Tor, 2014. ISBN 978-0-7653-7540-7.

### Оповідання

#### Збірки
- «Якби леви мали дар мови» (англ. If Lions Could Speak). Роквілл, Меріленд: Wildside Press, Квітень 2002. ISBN 1-58715-512-5.
- «Інші історії» (англ. Other Stories). Горнсі: PS Publishing, 2015. ISBN 978-1-84863-954-6.

#### Історії
| Назва                                                                       | Рік  | Перша публікація                                                                                  | У збірках                                                                          | Примітки |
| --------------------------------------------------------------------------- | ---- | ------------------------------------------------------------------------------------------------- | ---------------------------------------------------------------------------------- | -------- |
| «Мандрівники не повертаються» (англ. No traveller returns)                  | 2004 | Парк, Пол (2004). «Мандрівники не повертаються». Гаррогейт: PS Publishing.                        |                                                                                    | Роман    |
| «Примари танцюють помаранчевий танок» (англ. Ghosts doing the Orange Dance) | 2010 | Парк, Пол. (Січень-лютий 2010). «Примари танцюють помаранчевий танок». F&SF 118 (1, 2): 98 — 166. | Парк, Пол (2013). «Примари танцюють помаранчевий танок». Гаррогейт: PS Publishing. | Роман    |

### Інтерв'ю
- Джонсон, Ґреґ Л. (Вересень 2002). Розмова з Полом Парком. SF Site.
- Томіо, Джей (Квітень 2005). Зоряний міст до Руманії. Nekoplz.
- Ґеверс, Нік (Квітень 2006). Тіньові постаті, неоднократно розгляданий. Infinity Plus.